# Casalmorano
Casalmorano là một đô thị ở tỉnh Cremona, vùng Lombardia của Italia, có vị trí cách khoảng 60 km về phía đông nam của Milan và khoảng 20 km về phía tây bắc của Cremona. Tại thời điểm ngày 31 tháng 12 năm 2004, đô thị này có dân số 1.710 người và diện tích là 12,2 km².
Casalmorano giáp các đô thị: Annicco, Azzanello, Casalbuttano ed Uniti, Castelvisconti, Genivolta, Paderno Ponchielli, Soresina.